# Бассеін
Бассеін – індійське офшорне газонафтове родовище, яке відноситься до нафтогазоносного басейну Мумбай. Станом на початок 2020-х найбільше газове родовище в історії Індії. 
Родовище відкрили у 1976 році унаслідок розвідувальної кампанії, яку провадила індійській державна Oil and Natural Gas Company (ONGC). Поклади газу пов’язані із карбонатами формацій Бассеін (виникла у середньому еоцені) та Мукта (нижній олігоцен), при цьому на першу припадало 88% оцінених геологічних запасів. Хоча станом на середину 2000-х видобуток з Мукта практично не здійснювався, проте у ній було зафіксовано падіння тиску, що свідчить про сполучення із основним резервуаром у формації Бассеін. Материнські породи відносяться до сланцевої формації Панна, яка сформувалась у палеоцені – еоцені.  
Розробка Бассеін почалась в 1988 році. Оскільки глибина моря в районі родовища становить від 50 до 70 метрів, облаштування промислів було можливо виконати за допомогою стаціонарних споруд. При цьому створили два блоки платформ:
- сполучені містками платформа з обладнанням для підготовки BPA, бурова платформа/ платформа для розміщення фонтанних арматур BA, факельна вежа та житлова платформа BLQ-1, які в подальшому доповнили компресорними платформами BCPA, BCPA-2 (підключили у 2007-му), BCPA-3 та житловою платформою BLQ-3 (дві останні встановлені у 2017-му). До цього блоку були під’єднані платформи для розміщення фонтанних арматур BB, BD та BH (остання стала до ладу в 2016-му). 
- сполучені містками платформа з обладнанням для підготовки BPB, бурова платформа/ платформа для розміщення фонтанних арматур BC, факельна вежа та житлова платформа BLQ-2, які в подальшому доповнили компресорними платформами BCPB та BCPB-2 (останню підключили у 2007-му). До цього блоку були під’єднані платформи для розміщення фонтанних арматур BE, BF та B-55 (остання обслуговувала розташоване північніше газове родовище В-55, яке під’єднали наприкінці 1990-х газопроводом довжиною 77 км з діаметром 400 мм). У середині 2010-х до BPB подали газ з родовищ кластеру B-193.
Платформа BCPA-3 мала опорну основу (джекет) вагою 6500 тон та чотири модулі з обладнанням вагою від 2500 до 3700 тон, тоді як надбудова (топсайд) платформи BLQ-3 важила 3500 тон. Для робіт з їх встановлення залучили плавучий кран великої вантажопідйомності «DLS 4200» та спускову баржу «LB-2».
Родовище має тонку нафтову облямівку. Станом на 1 січня 2010-го розробка Бассеін велась через 54 свердловини, з яких 49 були газовими і лише 5 продукували нафту. Також відомо, що нафта з певних свердловин на Бассейні подавалась для підготовки на розташоване неподалік мале нафтогазове родовище B-22 (облаштування провадили наприкінці 2000-х), а від встановленої у 2016-му платформи для фонтанних арматур BH проклали до процесингового блоку як газопровід, так і нафтопровід.
Видача газу відбувається по двонитковій системі Бассеін – Хазіра.
У 2011-му накопичений видобуток з Бассеін досягнув 200 млрд м3, тоді як залишкові запаси оцінювались у 45 млрд м3. Втім, подальші роботи з розвідки та розвитку і введення в розробку родовищ-сателітів могло призвести до збільшення останнього показника.
Після досягнення у 2011 році рівня у 29 млн м3 на добу видобуток з Бассеін почав падати. Втім, встановлення нового комплексу платформ у 2017-му дозволило досягнути нового піку в 30 млн м3 і очікувалось, що цей показник повинен піднятись до 37 млн м3.